# Витмаршен
Витмаршен (њем. Wietmarschen) општина је у њемачкој савезној држави Доња Саксонија. Једно је од 26 општинских средишта округа Графшафт Бентхајм. Према процјени из 2010. у општини је живјело 11.273 становника. Посједује регионалну шифру (AGS) 3456025.

## Географски и демографски подаци
Витмаршен се налази у савезној држави Доња Саксонија у округу Графшафт Бентхајм. Општина се налази на надморској висини од 21 метра. Површина општине износи 118,9 km². У самом мјесту је, према процјени из 2010. године, живјело 11.273 становника. Просјечна густина становништва износи 95 становника/km².

## Међународна сарадња
| Мјесто | Држава    | Врста сарадње | Од    |
| ------ | --------- | ------------- | ----- |
|        | Француска | партнерство   | 1989. |
| Извор  |           |               |       |